# Romà III Argir
Romà III Argir (en grec: Ῥωμανὸς ὁ Ἀργυρὸς ὁ Ἀργυρόπουλος, Romanós o Arguirós o Arguirópulos) fou emperador romà d'Orient del 1028 al 1034. Fou un home molt intel·ligent i un dels més grans erudits del seu temps. Amb els seus actes de liberalitat i clemència es va guanyar el suport popular i el de l'emperador Constantí VIII, que el va escollir com a successor. Però a causa de la seva avançada edat i les derrotes de l'exèrcit imperial es va sentir afectat fins al punt de no saber reaccionar quan la seva esposa i el seu amant preparaven la seva mort.

## Procedència
Procedia d'una distingida família noble de Hieràpolis de Frígia, però es desconeix el nom del seu pare, encara que s'ha especulat si podria ser el duc Lleó Argir que va obtenir diverses victòries en el regnat de Constantí VIII o Pothos Argir que va defensar el territori romà d'Orient d'un atac magiar el 958 o Eustaqui Argir autor d'un poema dedicat a Romà II l'any 950. El pare de Romà era fill d'un altre Romà Argir que es va casar amb Àgata, una filla de Romà Lecapè.

## Ocupacions abans de ser emperador
Romà va néixer el 968. Erudit com era, va obtenir un lloc com a jutge a Opsícion, amb el rang de protoespatari. En compliment d'aquest ofici va perseguir heretges a Akmoneia. Després va ser ascendit al lloc de quaestor i va ser un dels jutges de l'«Hipòdrom» (nom que donaven a la sala administrativa que precedia al palau imperial). Romà és esmentat, ocupant aquest càrrec, en el Peira, un compendi de decisions legals compilades per Eustaci Romà. Encara va obtenir un altre ascens, el de patrikios i el lloc de oikonomos de l'església de Santa Sofia, mentre continuava presidint judicis. El 1028 en època de Constantí VIII, va ser prefecte urbà de la ciutat de Constantinoble.

## Ascens al tron
Un dia l'emperador Constantí VIII, que no tenia fills mascles i s'estava morint el va cridar a palau i va demanar que es casés amb la seva filla Teodora i el succeïssin tots dos. Romà va declinar l'oferiment perquè ja estava casat, llavors l'emperador el va amenaçar de ser cegat i enviat a un monestir. Romà va acceptar i demanar a la seva esposa que es fes monja per poder-se tornar a casar. Però Teodora no va estar d'acord amb aquesta decisió del seu pare i llavors es va casar amb la princesa Zoè. Va ser coronat el 12 de novembre del 1028.

## El regnat
Zoè, que ja tenia 50 anys, es va obsessionar amb tenir descendència i no va dubtar a recórrer a fer servir encanteris, amulets i pocions suposadament miraculoses. Tot plegat va fer que Romà, que era deu anys més gran que ella, l'acabés avorrint. Quan un temps després li va arribar la notícia de la mort de la primera esposa, a qui sí que estimava, va plorar per ella i va ordenar pagar unes misses per la seva ànima.
Els seus exèrcits foren derrotats a Sicília i a Síria, cosa que no va poder evitar ni agafant el comandament en persona. Derrotat pels àrabs a Azar a Síria, es va deslliurar de caure presoner refugiant-se darrere els murs d'Antioquia (1030) des d'on va poder tornar a Constantinoble. Els seus lloctinents Nicetes, Simeó i Teoctistes van poder restaurar la situació militar.
Aquesta derrota i l'èxit dels seus col·laboradors el van fer caure en una profunda malenconia o depressió i es va limitar a construir edificis i esglésies, deixant a la seva dona Zoe les regnes del poder.
La guerra amb els àrabs va continuar amb alternatives fins que els romans d'Orient van obtenir una gran victòria naval i van conquerir també Edessa (1033). Una plaga però va assolar l'Imperi i les províncies del nord foren assolades pels petxenegs i altres bàrbars.

## Mort i successió
La seva indolència el va fer impopular i quan va voler reaccionar ja era tard, i fins i tot havia perdut el suport de la família; el poble estava convençut que s'obtindrien més victòries sense l'emperador que amb ell. La seva esposa Zoè, una dona que tenia llavors uns 50 anys, ambiciosa i voluptuosa, s'havia buscat un amant, Miquel IV el Paflagoni. En una ocasió els van sorprendre junts al llit i l'emperadriu ho va justificar dient que el pobre havia tingut un atac d'epilèpsia. El fet va arribar a oïment de Romà III, el qual va fer cridar Miquel i aquest va jurar davant de les imatges sagrades que no hi havia res de cert en els rumors.
Uns dies després Romà III va ser trobat mort a la banyera i es va sospitar d'un assassinat per enverinament provocat pels dos amants. Com que no havien tingut fills, l'imperi el va heretar la vídua de 66 anys, que l'endemà es va casar amb Miquel.